# 53 Sagittarii
53 Sagittarii, är en vit stjärna i huvudserien i stjärnbilden Skytten.
53 Sagittarii har visuell magnitud +6,32 och är knappt synlig för blotta ögat vid mycket god seeing. Den befinner sig på ett avstånd av ungefär 320 ljusår.